# Lapidari

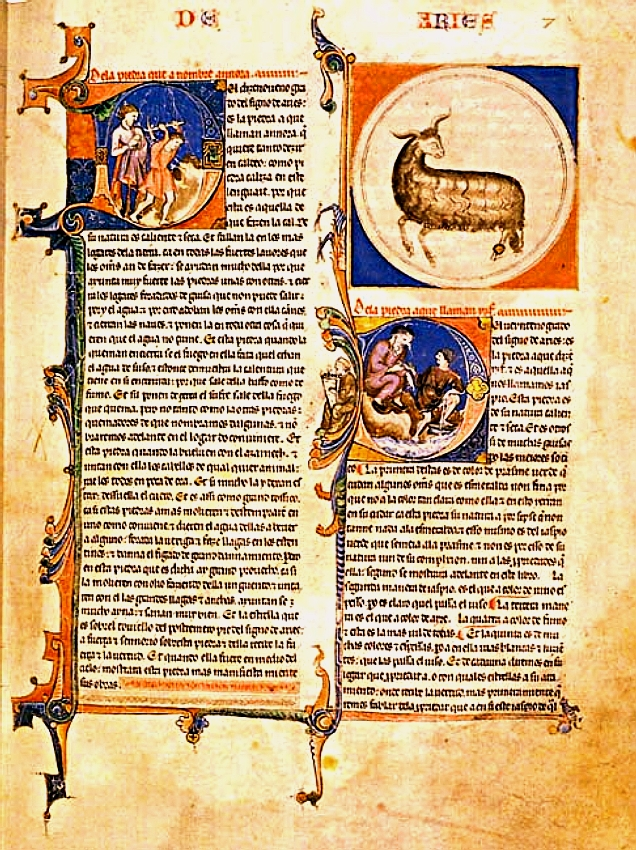
Una pàgina il·lustrada del Lapidari

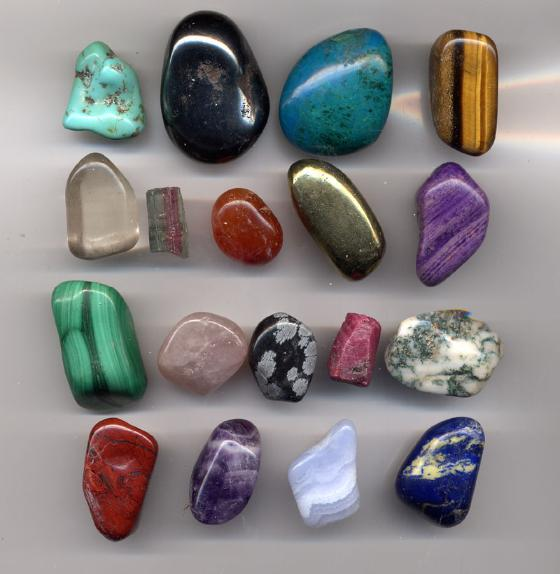
Gemmes: turquesa, hematita, crisocol·la i ull de tigre (primera fila), quars, turmalina, cornalina, pirita i sugilita (segona fila), malaquita, quars rosat, obsidiana, robí i àgata (tercera fila), jaspi, ametista, àgata blau i lapislàtzuli (quarta fila).

Un lapidari és un tractat sobre pedres precioses o pedres notables i preuades per les seves propietats. Els lapidaris exposen les propietats físiques de les pedres (color, duresa, ...), n'indiquen les suposades virtuds i enumeren els usos possibles. En les obres sobre aquest tema la definició de pedra inclou materials no minerals que poden ser assimilats a les pedres veritables.
Hi ha dues menes de lapidaris: els científics i els esotèrics. Els primers poden ser mineralógics, geogràfics o mèdics. Els segons es poden classificar en màgics, astrològics o simbòlics.

## Terminologia
La designació genèrica dels lapidaris en grec i llatí és : Περί λίθων, Λιθικά, De lapidibus, De mineralibus.

## Antecedents
Molt abans de la invenció de l'escriptura els humans coneixien algunes pedres amb certa profunditat. En fabricaven armes, eines i estris, i objectes decoratius. Els tractats lapidaris no podien existir físicament però eren ben presents – necessàriament- en la memòria dels experts i es transmetien per la via oral i dels exemples.
Un exemple proper de pedres decoratives aprofitades pels antics és el de la variscita, explotada amb afany a les mines de Gavà.

## Història
Seguint una classificació arbitrària, la història dels tractats lapidaris pot presentarse en grups diferenciats més utilitaris que homogenis. Definits amb una lògica geogràfica i temporal que permeti la seva presentació per separat i, eventualment, fer referència a possibles “escoles” associades a cultures determinades.

### Lapidaris orientals
Simplificant molt és possible fer referència, únicament, als lapidaris xinesos i als escrits en sànscrit.

#### Sànscrit
Un antic tractat és l'anomenat « Ratna-Pariksha » (« Ratna » és el terme que designa « gemma » en sànscrit) de Buddhabhatta.
Segons aquesta obra hi ha 84 gemmes, dividides entre les « majors » (« Maha-Ratna ») i les « menors (« Upa-Ratna »). Entre les 22 primeres n'hi ha 9 que són les més importants (« Nav-Ratna », literalment « Nou gemmes »).
 Entre altres noms hi ha els següents : vajra (diamant), indranila (safir), marakata (maragda), karketana (crisoberil), padmaraga (robí), palaka (granat), ...

#### Xinès
Vegeu llista de tractats més avall. Hi ha estudis molt llargs, impossibles de resumir sense una anàlisi molt laboriosa, i alguna pàgina web que ofereix una versió resumida.

### Lapidaris del proper orient
Aquest grup inclou els lapidaris sumeris, caldeus, perses i, en principi, àrabs.

### Lapidaris europeus
Lapidaris en grec, en llatí i, després de l'expansió islàmica, en àrab.

### Lapidaris americans primitius
Tot i que no hi ha lapidaris escrits, moltes cultures natives americanes dominaven la fabricació d'armes, estris i objectes decoratius de pedra. La qual cosa implica un coneixement implícit de la matèria i unes tradicions transmeses oralment. Un dels exemples possibles és el de la indústria asteca de l'obsidiana.

## Relació de tractats
A més dels lapidaris específics hi ha obres generals que inclouen una part sobre les pedres. També hi ha tractats d'alquímia, medicina, farmacologia i altres que esmenten esporàdicament característiques de pedres determinades. Una mostra de tots aquests tractats, ordenada cronològicament, segueix a continuació.

### Teofrast,372 aC-287 aC

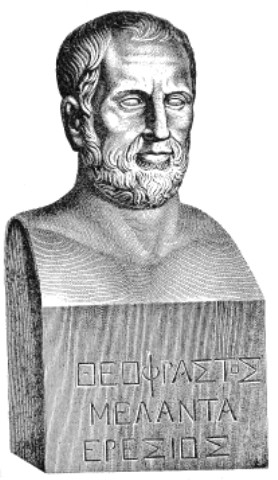
Bust de Teofrast

Escrigué el primer tractat occidental sobre les pedres : De les pedres.

### Plini el Vell, 23-79 dC
Plini el Vell va tractar de les pedres en l'obra Naturalis Historia, en el llibre XXXVIè.

### Buddhabhatta (any 500?)
Autor del lapidari anomenat « Ratna-parihsa ».

### Varahamihira(505-587)
Autor del tractat Brhatsamhita.

### Isidor de Sevilla (~560 - 636)
Liber XVI. De lapidibus et metallis.
Els capítols que parlen de pedres precioses i semiprecioses s'indiquen a continuació.
- 6. De gemmis (Gemmes)
- 7. De viridioribus gemmis (Gemmes verdes)
- 8. De rubris gemmis (Gemmes rosades)
- 9. De purpureis (Gemmes porpres)
- 10. De candidid (Gemmes blanques)
- 11. De nigris (Gemmes negres)
- 12. De variis (Gemmes de colors variats)
- 13. De crystallinis (Gemmes cristalines)
- 14. De ignitis (Gemmes de color de foc)
- 15. De aureis (Gemmes daurades)
- 16. De vitro (Sobre el vidre)

El nombre de pedres recollit és important. La descripció és precisa i austera, científica en certa manera. Les referències a les propietats màgiques són escasses i citades com a falses.

### Al-Kindí(c. 801–873 dC)
Autor d'un lapidari i un tractat sobre pedres.

### Theophilus Presbyter (c 1100)
Autor de l'obra Schedula diversarum artium, que inclou tècniques de lapidari.

### Du Wan 杜綰 (c. 1125)
Autor de l'obra Yunlin shipu 雲林石譜 (Catàleg de pedres del bosc boirós).

### Hildegarda de Bingen
La seva obra Subtilitates diversaron naturarum creaturarum (Subtileses de la diversa naturalesa de les coses creades), que va escriure entre 1151 i 1158, conté una petita part sobre terres i metalls.
- La llista dels elements enumerats és la següent (en llatí): terra, calamino, creta, auro, argento, plumbo, cupro, aurichalco, stanno, ferro, chalybe.

### Lapidari d’al-Tifashi(1242)
Aquest tractat es pot consultar en traducció italiana.

### Lapidari d'Alfons X de Castella(c 1250)

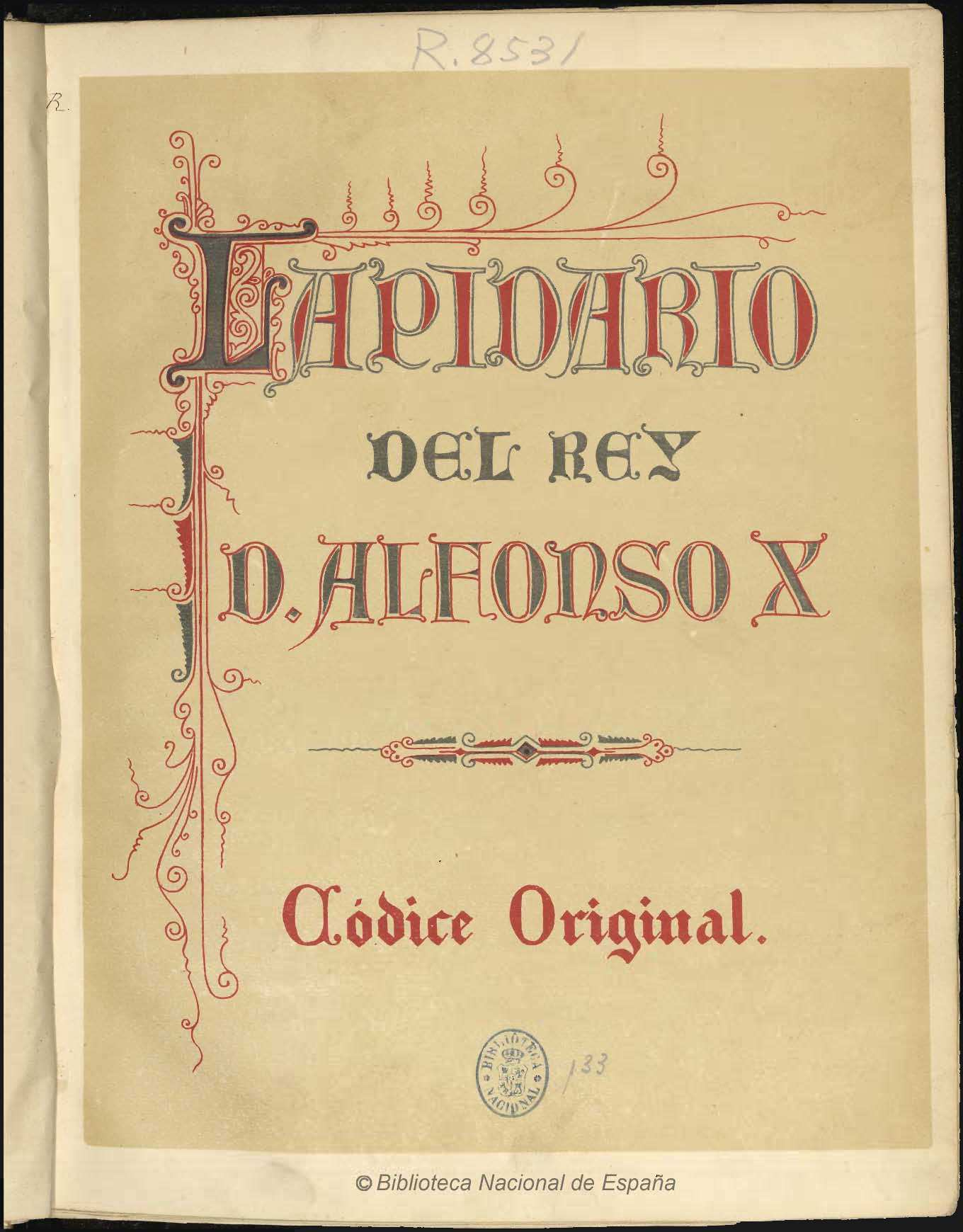
Lapidari d'Alfons X de Castella. Edició de 1881.

Es tracta d'un tractat sobre les propietats de moltes pedres atribuït a un tal Abolays, savi musulmà d'origen caldeu del que no se'n sap res. La traducció, per compte de Yehudà ben Moixè, la va ordenar el rei Alfons l'any 1243 i es devia acabar el 1250. En la traducció hi va participar el clergue Garci Pérez.
És considerada, amb raó, una obra molt notable. Fou el primer tractat sobre el tema traduït a una llengua romanç (el castellà). El manuscrit conservat, amb independència d'altres consideracions, està profusament il·luminat amb caplletres i altres imatges. En conjunt es tracta d'una obra de les més antigues que destaca entre altres lapidaris conservats per la qualitat i quantitat del seu contingut.

#### Contingut
| «                                  | …Y entre aquellos que buscó, halló éste, que habla de trescientas sesenta piedras, según los grados de los signos que son en el cielo ochavo. Y dijo de cadascuna de cuál color y cuál nombre, y qué virtud ha, y en qué lugar es hallada, y de la estrella de la figura que es en el grado de aquel signo donde ella recibe fuerza y virtud. Y esto según el sol corre en todo el año por los grados de las figuras de los doce signos, que se hacen por todos trescientos sesenta, que son todos figurados de estrellas menudas, y otras figuras muchas que están en el ochavo cielo, que son figuradas otrosí de estrellas; las unas a parte de Septentrión, que es a la estrella que llaman Trasmontana, y las otras a parte de mediodía, que son de ellas dentro en los signos, y las otras de fuera de ellos, así que se hacen por todas con los signos, cuarenta y ocho. | » |
| — Lapidari d'Alfons X de Castella. | |   |

Una manera senzilla d'explicar i resumir el contingut del present lapidari és oferir, a manera de mostra, la descripció d'una pedra concreta. La pedra escollida és l'esmeril, la pedra que s'emprava per a polir les altres pedres.
| «                                  | De la piedra a que llaman zumberie. Del noveno grado del signo de Tauro es la piedra a que dicen zumberie, y en latín esmeri. Esta piedra semeja arena gruesa, y hay de ellas incorporadas unas con otras, menudas y grandes. Mediana es en peso y en dureza. De su color es parda que tira a oscuro. En muchas partes es hallada, más la mejor de todas es la que hallan cabo la mar de Zin. De natura es fría en el segundo grado, y seca en el tercero. Su propiedad es comer todos los cuerpos de las otras piedras. Y los maestros adoban las que son preciosas con esta piedra, molida sobre tabla de cobre, o de plomo, o de algunos fustes señalados que son para esta maestría; y hacen las claras y hermosas trayéndolas sobre aquellas tablas, y tajan de ellas lo que quieren, o las horadan, ca no ha piedra que le pueda defender sino el diamante solo. Y el pulir que ésta hace en las otras piedras es mejor, y más fuerte, cuando son mojados los polvos de ella, que cuando secos. Y los que se trabajan de alquimia, métenla en su obra porque es buena para limpiar los cuerpos, tollendo la suciedad de ellos, por que después que fueren limpios, reciben mejor color y peso que el hombre se lo quisiere dar. Y aún ha otra virtud, que cuando echan los polvos de ella en las llagas que son viejas y podridas, comen la carne mala, y sanan por ende más aína. Y la estrella meridional de las dos que son en línea delantera del cuadrante, que es en el pescuezo de la imagen de Tauro, ha poder sobre esta piedra, y de ella recibe su virtud. Y cuando ésta fuere en el ascendente, mostrará esta piedra más manifiestamente sus obras. | » |
| — Lapidari d'Alfons X de Castella. | |   |

El Lapidario consta de quatre llibres diferents, el primer dels quals és atribuït a Abolays: según los grados de los signos del zodíaco, las fases de los signos, la conjunción de las planetas y ordenadas por el ABC (ordenades alfabèticamente).

### Lapidari deJehan de Mandeville(c 1350?)
Segons la transcripció i impressió de 1561, el lapidari de Mandeville fou traduït del llatí al francès a instàncies del rei René, el bon rei René.
| « | L'escarbouncle est rouge, en maniere de charbon ardent, à généralement toutes les vertus des pierres précieuses et en aunt de trois manières. La première est appelée Anthrax en grec, c’est a dire qu’elle a couleur entremelée de vert et de rouge par manière de feu. Cette pierre est trouvée en partie d'Inde et de ???; la seconde est appelée Rubis. Est de moindre prix et celuit peu ; la tierce est appelée Balais; des quelles pierres je vous déclarerai en bref leurs vertus et propriétés en la manière qui s'en suit... | » |
| — (Traducció) El carboncle és vermell, com un carbó ardent, té generalment totes les virtuts de les pedres precioses i n'hi ha de tres maneres. La primera és anomenada Anthrax en grec, i té un color barrejat de verd i de vermell imitant el foc. Aquesta pedra es troba a l'Índia i a ???; La segona és anomenada Robí. És d'un preu menor; la tercera s'anomena Balaix; d'aquestes pedres us declararé en breu llurs virtuts i propietats de la manera que segueix..., Lapidari de Jehan de Mandeville. | |   |

### Lapidari anònim català delseglexv
Llibre de les propietats de les pedres: lapidari.

### Hortus Sanitatis(1485)
Obra enciclopèdica que conté un tractat lapidari. Vegeu la llista dels tractats inclosos a continuació
- Tractatus De Herbis ("Tractat de Herbes")
- Tractatus De Animalibus ("Tractat d'Animals")
- Tractatus De Avibus ("Tractat d'Ocells")
- Tractatus De Piscibus ("Tractat de Peixos")
- Tractatus De Lapidibus ("Tractat de Pedres")
- Tractatus De Urinis ("Tractat sobre l'Orina")
- Tabula super tractatu (Un índex alfabètic d'usos medicinals per espècies en cada secció)
- Tabula Generis (Una llista alfabètica de les espècies incorporades)

### Lapidari deJaume Ferrer de Blanes(c 1476)
Jaume Ferrer era un lapidari expert de professió. Només parla de set gemmes i justifica la seva decisió. Les pedres esmentades són: carboncle (o robí), granat, maragda, diamant, balaix, topaci i safir.
- La seva explicació sobre la ruptura fràgil del diamant és molt acurada i demostra la capacitat d'observació i deducció de l'autor.

| «                                                                                 | E si algú volrà dir que hage vist que hun argenter, encastant hun diamant, en lo reblar del gran fons l'age romput, yo dich que•s pot fer y molt sovint se fa; però tal rompra no•l fa lo martellet, sinó lo diamant mateix, ab lo regurt y retun del colp. Y així mateix se seguirà si hun diamant cau sobra una pedra, que•s romprà, si cau de una finestra al carrer o de loch axí alt; però no•l romprà la pedra, qui és molla a respecte del diamant, sinó lo colp –com dalt és dit– qui retun y regurt la densitat del cos del diamant, de manera que, essent la més fort cosa corpòrea en durícia que nostre senyor Déu hage creada, niguna cosa ab fricasió sens colp no•l pot rompre sinó ell mateix ab si mateix. Y açò sie avís als qui tindran diamants y sàpien que, quant més fort és la pedra, tant més és perillosa de rompre en la forma demunt dita. | » |
| — LES SENTÈNCIES CATÒLIQUES DEL DIVÍ POETA DANT (1545) DE JAUME FERRER DE BLANES. | |   |

### Lapidari persa (1478)
Escrit per Muhammad ibn Mansur i dedicat al soldà Khalil Bahadur Khan, fill d'Uzun Hasan.

### Georgius Agricola
De Natura Fossilium (1546).

### François La Rue (1547)
Tractat sobre les pedres precioses de l'Apocalipsi.

### Conrad Gessner(1565)

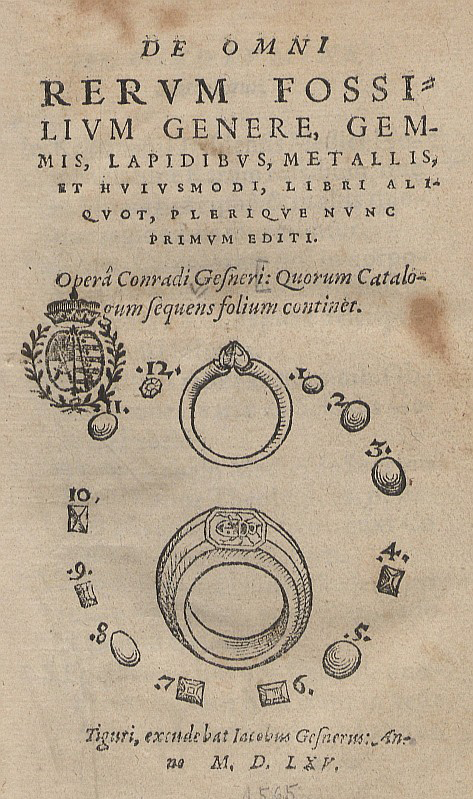
Portada d'un lapidari imprès per Conrad Gessner el 1565.

Autor de l'obra De omni rerum fossilium genere, gemmis, lapidibus, metallis, et huiusmodi, libri aliquot, plerique nunc primum editi.

### Francisco Vallés (1587)
Autor de l'obra De sacra philosophia. Inclogué al final del seu llibre l'obra de François La Rue (citada més amunt).

### Li Shizhen(1518 - 1593)
Autor del compendi de matèria mèdica titulat Bencao Gangmu. En aquesta obra hi ha referències a gemmes i altres pedres.

### Th. Chriten (1868)
Traité scientifique de l'art du lapidaire: avec planches, dessins, ustensiles et outils relatifs and cet art.